# Référendum de 2020 sur la redéfinition du droit de vote en Alabama
Un Référendum de 2020 sur la redéfinition du droit de vote a lieu le 3 novembre 2020 en Alabama. La population est amenée à se prononcer sur un amendement constitutionnel d'origine parlementaire, dit Amendement 1, visant à inscrire dans la constitution de l’État  que « seuls les citoyens » des États-Unis âgés d'au moins dix huit ans peuvent voter en Alabama.
L'amendement est approuvé à une large majorité.

## Résultats
| Choix                     | Votes     | %     |
| ------------------------- | --------- | ----- |
| Pour                      | 1 535 862 | 77,01 |
| Contre                    | 458 487   | 22,99 |
|                           |           |       |
| Votes valides             | 1 994 349 | 85,63 |
| Votes blancs et invalides | 334 765   | 14,27 |
| Total                     | 2 329 114 | 100   |
| Abstention                | 1 379 690 | 37,20 |
| Inscrits/Participation    | 3 708 804 | 62,80 |

| Pour 1 535 862 (77,01 %) |  |  | Contre 458 487 (22,99 %) |
| ▲                        |  |  |                          |
| Majorité absolue         |  |  |                          |